# What Now
What Now (укр. Що тепер?) — пісня барбадоської співачки Ріанни, яка була випущена 29 серпня 2013 року як п'ятий сингл з її сьомого студійного альбому "Unapologetic".

## Виконання наживо
27 вересня 2013 року Ріанна виконала цю пісню на Channels 4's Alan Carr:Chatty Man. Також вона виконувала "What Now" під час "Diamonds World Tour".

## Кліп
Музичне відео на "What Now" було знято в столиці Таїланду Пхукеті  під час "Diamonds World Tour" 17 вересня 2013 року. Воно було випущено 15 листопада того ж року на каналі VEVO. Багато критиків порівнюють це відео до кліпу на пісню "Disturbia".

## Трек-листи
Завантажувальні ремікси:
1. "What Now" (Firebeatz Remix) 5:03
2. "What Now" (Firebeatz Radio Edit) 3:15
3. "What Now" (Firebeatz Instrumental) 5:03
4. "What Now" (R3hab Remix) 4:51
5. "What Now" (R3hab Edit) 3:24
6. "What Now" (R3hab Instrumental) 4:51
7. "What Now" (Guy Scheiman Club Mix) 7:04
8. "What Now" (Guy Scheiman Edit) 4:03
9. "What Now" (Guy Scheiman Mixshow Edit) 4:29
10. "What Now" (Guy Scheiman Dub) 7:04

Загальна тривалість: 49:07.
Завантажувальні ремікси 2:
1. What Now (R3hab Trapped Out Remix) 3:33
2. What Now (Reflex Extended) 3:34
3. What Now (Reflex Radio Edit) 3:03

Загальна тривалість: 10:10.

## Чарти
Сингл досяг 25-ї позиції на Billboard Hot 100 та 21-ї на UK Singles Chart. Також пісня зуміла добратися до 3-ї сходинки в Belgium Ultratip Flanders.
| Chart (2012−13)                           | Peak position |
| ----------------------------------------- | ------------- |
| Австралія (ARIA)                          | 21            |
| Австрія (Ö3 Austria Top 75)               | 67            |
| Бельгія (Ultratip Flanders)               | 3             |
| Бельгія (Ultratip Wallonia)               | 8             |
| Канада (Canadian Hot 100)                 | 27            |
| Чехія (IFPI)                              | 25            |
| Франція (SNEP)                            | 52            |
| Німеччина (Media Control AG)              | 49            |
| Ірландія (IRMA)                           | 21            |
| Нідерланди (Dutch Top 40)                 | 24            |
| Нова Зеландія (RIANZ)                     | 13            |
| Шотландія (Official Charts Company)       | 22            |
| Швеція (Sverigetopplistan)                | 46            |
| Велика Британія (Official Charts Company) | 21            |
| Велика Британія (UK R&B Chart)            | 3             |
| США (Billboard Hot 100)                   | 25            |
| США (Hot Dance Club Songs) (Billboard)    | 1             |
| США (Mainstream Top 40) (Billboard)       | 21            |